# Jean-François Boyer
Jean-François Boyer (Paris, 12 de março de 1675 — Versalhes, 20 de agosto de 1755) foi um bispo francês.

## Vida
Boyer foi um pregador e bispo de Mirepoix, Ariège de 1730 a 1736. Em 1735 foi tutor de Luís, Delfim da França, e em 1743 foi capelão chefe de Maria Josefa da Saxônia, Delfina da França.
Em 1736 Boyer foi eleito membro da Académie française, em 1738 para a Academia Francesa de Ciências e em 1741 para a Academia de Inscrições e Belas Letras.
Boyer teve vários benefícios por nomeação real. De acordo com Evelyne Lever, a biógrafa real favorita, durante o ano do jubileu de 1750, o papa Bento XIV Boyer tentou, sem sucesso, romper a relação entre o rei e a marquesa de Pompadour.
Boyer promulgou as "Declarações de Confissão" que os fiéis tinham que assinar para mostrar sua conformidade com a Bula Unigenitus do Papa Clemente XI e ter direito a receber o sacramento. Isso causou um clamor em Paris.
Como bispo da Antiga Diocese de Mirepoix Boyer também perseguiu a escola Philosophe. Em 1743, ele conspirou contra Voltaire na Académie française, quando concorreu ao assento vago pelo Cardeal de Fleury.
Em 1751, Boyer colocou a mente do rei contra os editores da Encyclopédie e suas maquinações fizeram com que seus artigos fossem monitorados e censurados. Mas ele falhou em seu objetivo de suprimir completamente o empreendimento.
Voltaire, que também comentou sobre outros assuntos em que Boyer estava envolvido, escreveu:
...on est obligé d'avouer ici, avec toute la France, combien il est triste et honteux que cet homme si borné ait succédé aux Fénelon et aux Bossuet. 

... Sou obrigado a confessar aqui, com toda a França, quão triste e vergonhoso que um homem de mente tão estreita tenha sucedido a Fénelon e Bossuet.
Mas a eloquência de Boyer foi apreciada por alguns de seus contemporâneos, como Charles Le Beau registrou:
...il ne songe pas à charmer, mais à convertir ; au lieu de lui applaudir, on se condamne ; em l'oublie pour n'entendre que la voix de l'Évangile, dont il porte une forte teinture et dont il représente le naturel, le pathétique, l'insinuant, l'auguste et victorieuse simplicité 

...ele faz não tentar encantar, mas converter, em vez de aplaudi-lo, devemos nos condenar, esquecendo a palavra do Evangelho, com sua linguagem natural, patética, simples e augusta.